# 보고톨

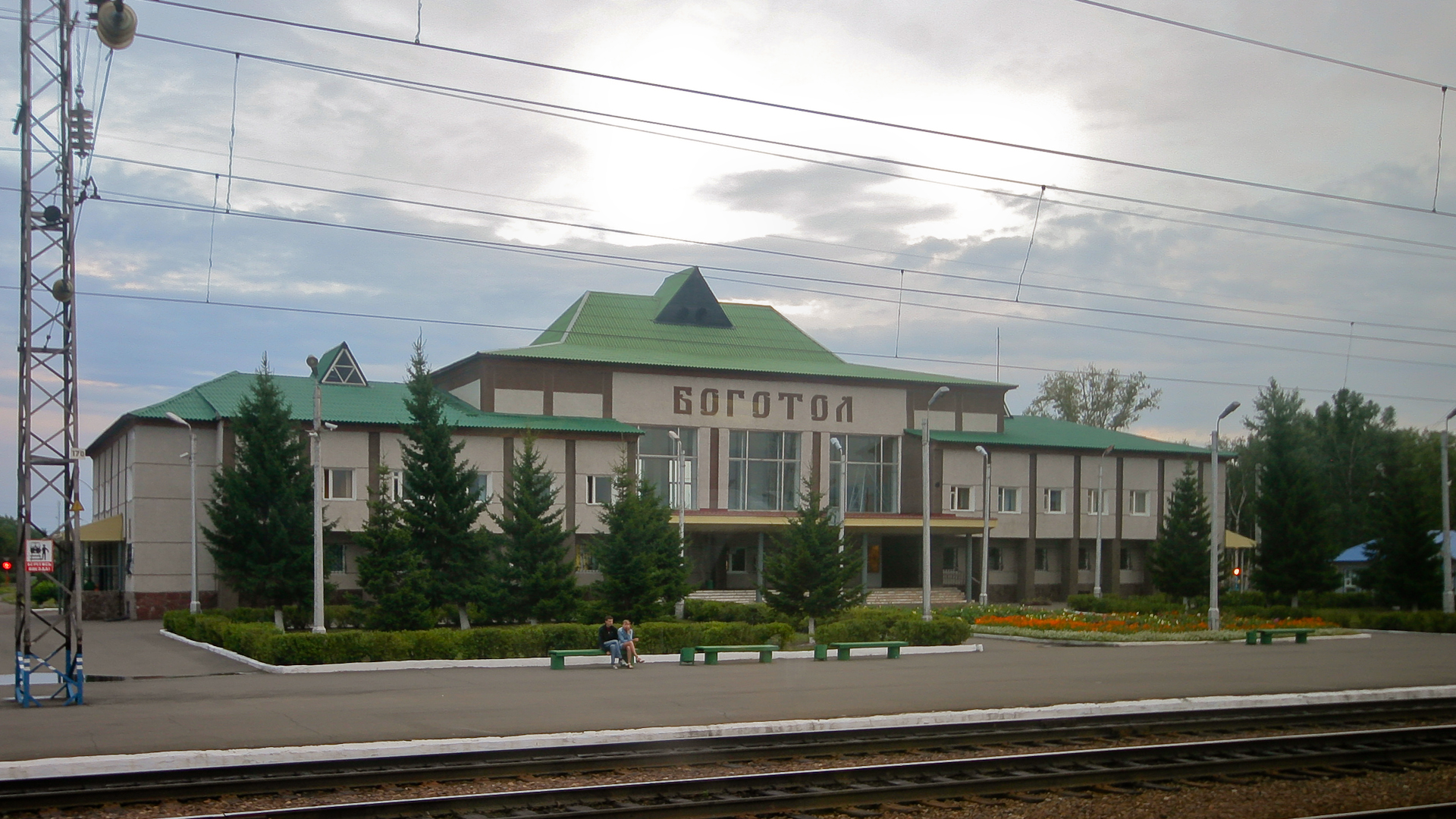

보고톨(러시아어: Боготол)은 크라스노야르스크 지방에 위치한 도시로 보고톨 강에 접해 있다. 크라스노야르스크에서 서쪽으로 252km지점에 위치해 있다. 인구는 2만3,200명 (2005년); 2만9,000명 (1967년)이다.
1893년에 지어졌고 시베리아 횡단 철도에 위치해 있다. 도시 이름은 케트어의 보고투에서 유래되었다(울은 케트어로 강의 의미임). 보고톨은 1911년에 도시로 등록되었다.